# Scooby-Doo and Scrappy-Doo (1980)
Scooby-Doo and Scrappy-Doo (de tweede serie met die naam) is een Amerikaanse animatieserie en de vijfde incarnatie van de Hanna-Barbera-serie Scooby-Doo. De serie liep van 5 november 1980 t/m 18 december 1982 op ABC. In Nederland werd de serie door de VARA uitgezonden, met de originele Engelse stemmen en met Nederlandse ondertitels.
Net als The Scooby-Doo Show werd deze serie uitgezonden als onderdeel van een grotere serie. 20 afleveringen werden uitgezonden als onderdeel van The Richie Rich/Scooby-Doo Show, en 13 afleveringen werden uitgezonden als onderdeel van The Scooby & Scrappy-Doo/Puppy Hour.

## Overzicht
Scrappy-Doo's introductie gedurende de eerste “Scooby-Doo and Scrappy-Doo”-serie verhoogde de kijkcijfers genoeg om de serie te redden.
In deze tweede serie werden nog meer veranderingen doorgevoerd. In plaats van afleveringen met één verhaal van 30 minuten, werden alle afleveringen opgesplitst in drie korte filmpjes van 7 minuten. Veel van de originele personages werden uit de serie geschreven. In 86 van de totaal 99 korte filmpjes kwamen enkel Scooby-Doo, Scrappy-Doo en Shaggy voor, en in de andere 13 filmpjes speelden alleen Scrappy en Yabba-Doo (Scooby-Doo’s broer) mee.
In de korte filmpjes belandden Scooby, Scrappy en Shaggy steeds in humoristische avonturen waar “echte” bovennatuurlijke krachten bij betrokken waren. Fred, Daphn en Velma waren nergenst e bekennen, en ook het mysterieaspect uit de vorige series was grotendeels verdwenen. Gedurende het derde seizoen werden Scooby, Scrappy en Shaggy een detective trio dat zaken oploste, maar deze zaken hadden meer te maken met spionage dan met de klassieke schurken die zich voordeden als spoken.
De serie liep in totaal 3 seizoenen. Seizoen 1 en 3 bestonden uit 13 afleveringen, maar seizoen 2 slechts uit 7. Dit kwam door een grote staking van tekenaars. Om het gat op te vullen zond Hanna-Barbera gedurende seizoen 2 ook oude afleveringen van vorige series uit onder de titel Scooby-Doo Classics.

## Afleveringen
Onderstaande lijst toont enkel de Scooby-Doo afleveringen, niet de afleveringen van de andere series waar deze serie het scherm mee deelde.

### Seizoen 1 (The Richie Rich/Scooby-Doo Show)
Deze afleveringen werden van 1980 tot 1981 uitgezonden als onderdeel van The Richie Rich/Scooby-Doo Show.
| # en Titel                                                                                                   | Uitzenddatum VS   |
| --- | ----------------- |
| 1.1: "A Close Encounter With A Strange Kind" 1.2: "A Fit Night Out For Bats" 1.3: "The Chinese Food Factory" | 8 november, 1980  |
| 1.4: "Scooby's Desert Dilemma" 1.5: "The Old Cat and Mouse Game" 1.6: "Stowaways"                            | 15 november, 1980 |
| 1.7: "Mummy's the Word" 1.8: "Hang in There, Scooby" 1.9: "Stuntman Scooby"                                  | 22 november, 1980 |
| 1.10: "Scooby's Three Ding-A-Ling Circus" 1.11:"Scooby's Fantastic Island" 1.12:"Long John Scrappy"          | 29 november, 1980 |
| 1.13: "Scooby's Bull Fright" 1.14: "Scooby Ghosts West" 1.15: "A Bungle in the Jungle"                       | 6 december, 1980  |
| 1.16: "Scooby's Fun Zone" 1.17: "Swamp Witch" 1.18: "Sir Scooby and the Black Knight"                        | 13 december, 1980 |
| 1.19: "Waxworld" 1.20: "Scooby in Wonderland" 1.21: "Scrappy's Birthday"                                     | 20 december, 1980 |
| 1.22: "South Seas Scare" 1.23: "Scooby"s Swiss Miss" 1.24: "Alaskan King Coward"                             | 27 december, 1980 |
| 1.25: "Et Tu, Scoob?" 1.26: "Soggy Bog Scooby" 1.27: "Scooby Gumbo"                                          | 3 januari, 1981   |
| 1.28: "Way Out Scooby" 1.29: "Strongman Scooby" 1.30: "Moonlight Madness"                                    | 10 januari, 1981  |
| 1.31: "Dog Tag Scooby" 1.32: "Scooby at the Center of the World" 1.33: "Scooby's Trip to Ahz"                | 17 januari, 1981  |
| 1.34: "A Fright At the Opera" 1.35: "Robot Ranch" 1.36: "Surprised Spies"                                    | 24 januari, 1981  |
| 1.37: "The Invasion of the Scooby Snatchers" 1.38: "Scooby Dooby Guru" 1.39: "Scooby and the Bandit"         | 31 januari, 1981  |

### Seizoen 2 (The Richie Rich/Scooby-Doo Show)
Deze afleveringen werden in 1981 uitgezonden als onderdeel van The Richie Rich/Scooby-Doo Show.
| # en Titel                                                                                 | Uitzenddatum VS    |
| ------------------------------------------------------------------------------------------ | ------------------ |
| 2.1: "Scooby Nocchio" 2.2: "Lighthouse Keeper Scooby" 2.3: "Scooby's Roots"                | 19 september, 1981 |
| 2.4: "Scooby's Escape From Atlantis" 2.5: "Excalibur Scooby" 2.6: "Scooby Saves the World" | 26 september, 1981 |
| 2.7: "Scooby Dooby Goo" 2.8: "Rickshaw Scooby" 2.9: "Scooby's Luck of the Irish"           | 3 oktober, 1981    |
| 2.10: "Backstage Scooby" 2.11: "Scooby's House of Mystery" 2.12: "Sweet Dreams Scooby"     | 10 oktober, 1981   |
| 2.13: "Scooby-Doo 2000" 2.14: "Punk Rock Scooby" 2.15: "Canine to Five"                    | 17 oktober, 1981   |
| 2.16: "Hardhat Scooby" 2.17: "Hothouse Scooby" 2.18: "Pigskin Scooby"                      | 24 oktober, 1981   |
| 2.19: "Sopwith Scooby" 2.20: "Tenderbigfoot" 2.21: "Scooby and the Beanstalk"              | 31 oktober, 1981   |

### Seizoen 3 (The Scooby & Scrappy-Doo/Puppy Hour)
Deze afleveringen werden uitgezonden in 1982 als onderdeel van The Scooby & Scrappy-Doo/Puppy Hour.
Elk derde filmpje stond bekend als "Scrappy and Yabba-Doo" omdat hierin enkel Scrappy-Doo en Yabba-Doo meededen. Afleveringen rondom het hondje Puppy werden ook als losse tekenfilmserie door de VARA uitgezonden, waarin de stemmen in het Nederlands werden nagesynchroniseerd.
| # en Titel                                                                                      | Uitzenddatum VS    |
| ----------------------------------------------------------------------------------------------- | ------------------ |
| 3.1: "The Maltese Mackerel" 3.2: "Dumb Waiter Caper" 3.3: "Yabba's Hustle Rustle"               | 25 september, 1982 |
| 3.4: "Catfish Burglar Caper" 3.5: "The Movie Monster Menace" 3.6: "Mine Your Own Business"      | 2 oktober, 1982    |
| 3.7: "Super Teen Shaggy" 3.8: "Basketball Bumblers" 3.9: "Tragic Magic"                         | 9 oktober, 1982    |
| 3.10: "Beauty Contest Caper" 3.11: "Stakeout at the Takeout" 3.12: "Runaway Scrappy"            | 16 oktober, 1982   |
| 3.13: "Who's Scooby-Doo?" 3.14: "Double Trouble Date" 3.15: "Slippery Dan the Escape Man"       | 23 oktober, 1982   |
| 3.16: "Cable Car Caper" 3.17: "Muscle Trouble" 3.18: "The Low-Down Showdown"                    | 30 oktober, 1982   |
| 3.19: "The Comic Book Caper" 3.20: "The Misfortune Teller" 3.21: "The Vild Vest Vampire"        | 6 november, 1982   |
| 3.22: "A Gem of a Case" 3.23: "From Bad to Curse" 3.24: "Tumbleweed Derby"                      | 13 november, 1982  |
| 3.25: "Disappearing Car Caper" 3.26: "Scooby-Doo and Genie-Poo" 3.27: "Law and Disorder"        | 20 november, 1982  |
| 3.28: "Close Encounters of the Worst Kind" 3.29: "Captain Canine Caper" 3.30: "Alien Schmalien" | 27 november, 1982  |
| 3.31: "The Incredible Cat Lady Caper" 3.32: "Picnic Poopers" 3.33: "Go East Young Pardner"      | 4 december, 1982   |
| 3.34: "One Million Years Before Lunch" 3.35: "Where's the Werewolf?" 3.36: "Up a Crazy River"   | 11 december, 1982  |
| 3.37: "The Hoedown Showdown" 3.38: "Snow Job Too Small" 3.39: "Bride And Gloom"                 | 18 december, 1982  |

## Stemmen
- Don Messick – Scooby-Doo / Scrappy-Doo
- Casey Kasem – Shaggy
- Frank Welker – Yabba-Doo

## Notities
- The Richie Rich/Scooby-Doo Show begon pas op 8 november in plaats van in september vanwege een staking van de stemacteurs.
- De twee “Scooby-Doo and Scrappy-Doo's” worden vaak als één grote serie gezien.